# Griffelschnecken

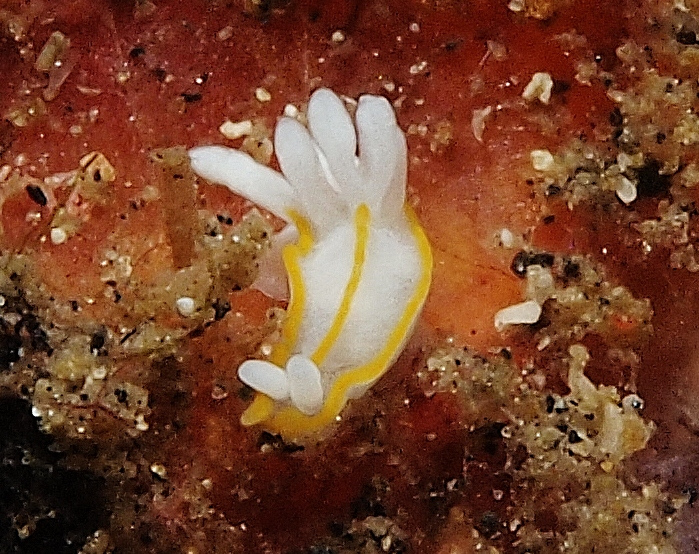
Goniodoridella savignyi

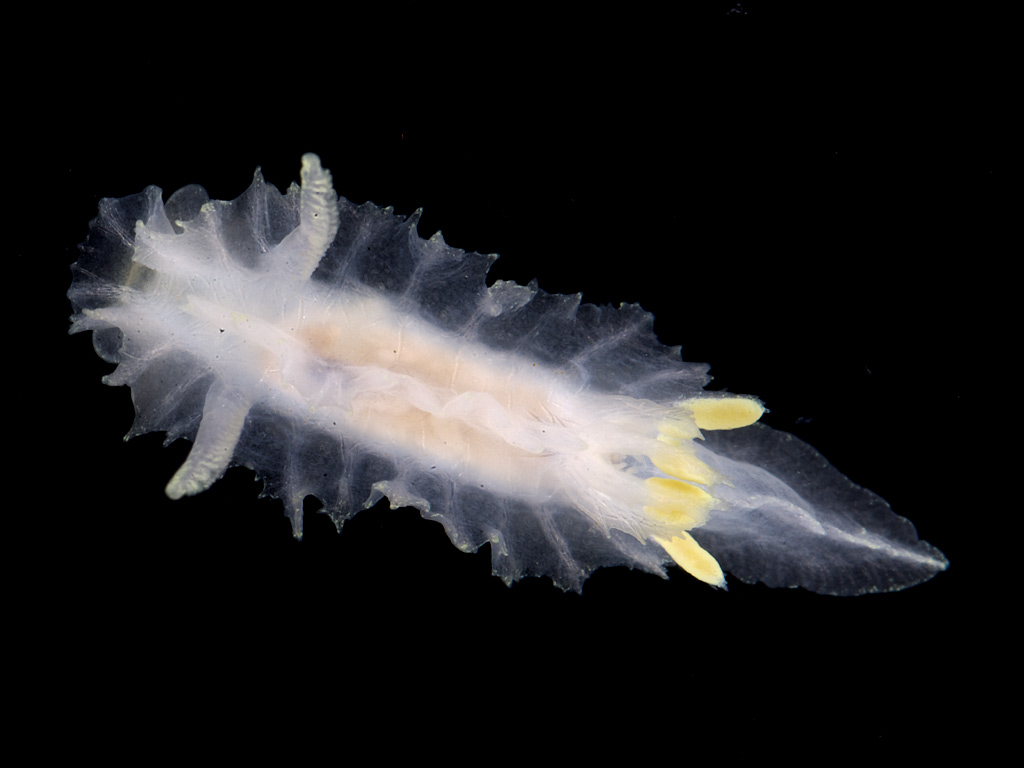
Lophodoris danielsseni

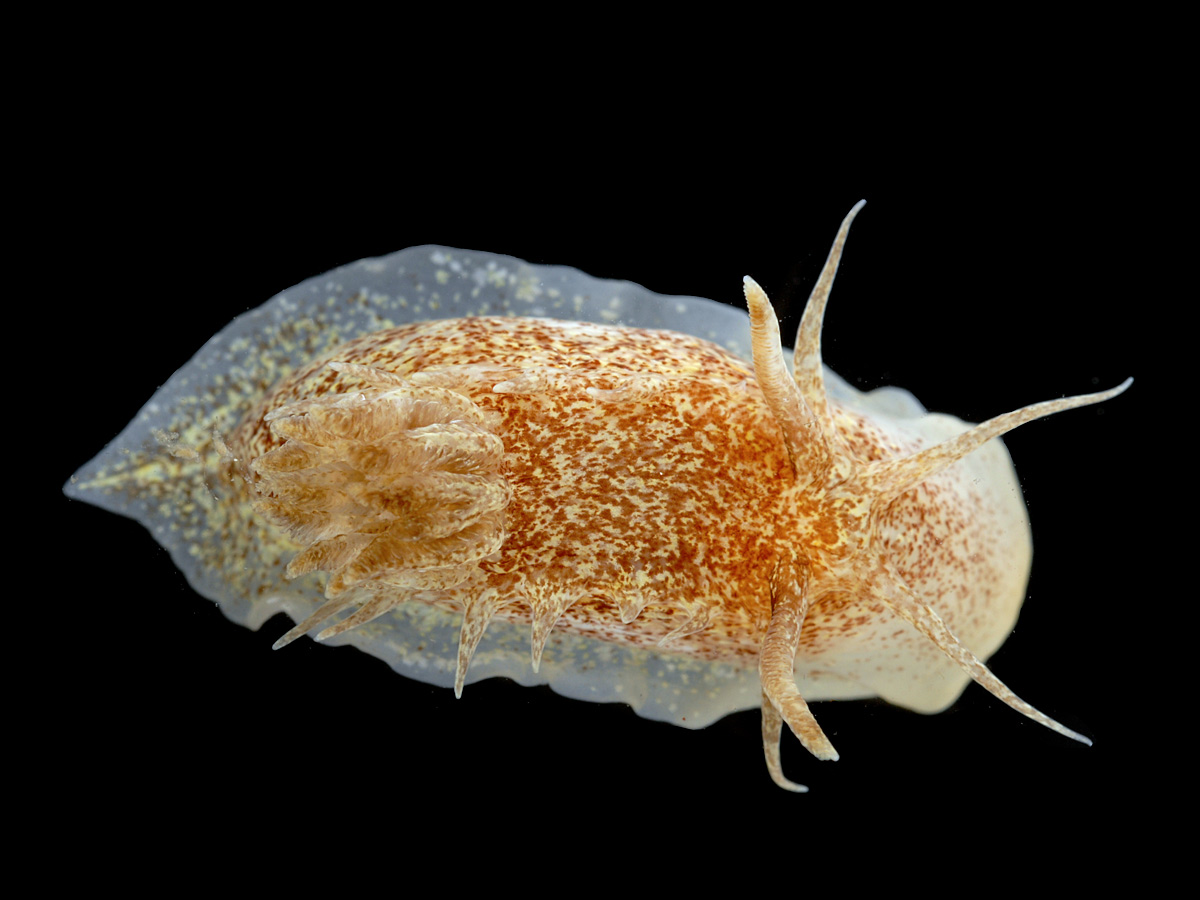
Okenia pulchella

Die Faltenschnecken oder Griffelschnecken (Goniodorididae) sind eine Familie der Sternschnecken in der Unterordnung der Nacktkiemer. Es handelt sich um meist kleine, ausschließlich marine gehäuselose Schnecken, die sich je nach Art von verschiedenen sessilen Tieren ernähren.

## Merkmale
Die Goniodorididae haben einen schmalen, oft mit einfachen Fortsätzen („Griffeln“) versehenen Rückensaum am Kopf und den Flanken, der bei manchen Art fast ganz fehlt, wobei stattdessen Fortsätze vorhanden sind.
Die beiden am Kopf sitzenden Fühler, die Rhinophoren, sind lamelliert, besonders in der Gattung Okenia aber nur an der Rückseite. Die um den After am Rücken angeordneten Kiemen können nicht zurückgezogen werden.
Die Schnecken haben eine sehr schmale Radula mit großen hakenförmigen inneren Seitenzähnen und plattenförmigen Randzähnen. Kiefer fehlen. Am Pharynx befindet sich dorsal ein Kropf, mit Hilfe dessen Nahrung eingesogen werden kann.
Während Schnecken der Gattung Trapania sich von Kamptozoen ernähren, fressen Vertreter der Gattung Goniodoris Seescheiden, und in der Gattung Okenia sind die Beutetiere Moostierchen, und zwar sowohl weiche Ctenostomata als auch harte, kalkige Cheilostomata. Das Fleisch wird mit der Radula abgeraspelt.
Wie andere Sternschnecken sind die Goniodorididae Zwitter und begatten sich gegenseitig. Sie legen ihre Eier in durchscheinenden Eischnüren ab, aus denen zahlreiche Veliger-Larven schlüpfen, die sich von Plankton ernähren und nach einer längeren pelagischen Phase zu kleinen Sternschnecken metamorphosieren.
Zu den Goniodorididae gehören unter anderen die Weiße Griffelschnecke (Ancula gibbosa) und die Weiß-Transparente Goniodoris (Goniodoris nodosa).

## Systematik
Nach Bouchet und Rocroi (2005) ist die Familie Goniodorididae eine von drei Familien in der Überfamilie Onchidoridoidea. Zur Familie gehören sieben Gattungen:
- Ancula Lovén, 1846
- Goniodoris Forbes & Goodsir, 1939
- Goniodoridella Pruvot-Fol, 1933 – einzige Art: Goniodoridella savignyi Pruvot-Fol, 1933
- Lophodoris G. O. Sars, 1878
- Murphydoris Sigurdsson, 1991
- Okenia Menke, 1830 – Synonyme: Idalia Leuckart, 1828; Idaliella Bergh, 1881; Idalina Norman, 1890; Cargoa Vogel & Schultz, 1970; Ceratodoris Gray, 1850;[4] Hopkinsia MacFarland, 1905; Sakishimaia Hamatani, 2001;[5] Teshia Edmunds, 1966[6]
- Trapania Pruvot-Fol, 1931